# Parafia Najświętszego Serca Jezusowego w Niedźwiadzie
Parafia Najświętszego Serca Pana Jezusa w Niedźwiadzie – parafia rzymskokatolicka w Niedźwiadzie, należąca do archidiecezji lubelskiej i dekanatu Czemierniki. Została erygowana w 1989 roku. Mieści się pod numerem 15a. Parafię prowadzą księża diecezjalni.

## Zasięg parafii
Do parafii należą wierni z następujących miejscowości: Brzeźnica Leśna, Niedźwiada-Kolonia, Niedźwiada.

## Proboszczowie
- ks. Tadeusz Józefczak (rektor od 1984) (1989– 1990 )[2][3][4]
- ks. mgr Andrzej Sarna (?–2011)[2]
- ks. Dariusz Kobiałka (2011 – )[5]